# ТЕС П'єдра-Буена
ТЕС П'єдра-Буена (ісп. Central Piedra Buena) — теплова електростанція поблизу аргентинського міста Баїя-Бланка.
Майданчик станції створили шляхом намиву на північній стороні естуарію Баїя-Бланка. У 1989 та 1991 роках тут стали до ладу два класичні конденсаційні енергоблоки потужністю по 310 МВт. Їх основне обладнання постачили з СРСР, зокрема, турбіни виготовив Ленінградський механічний завод, а генератори завод Електросила. Паливна ефективність цих блоків становить 35 %.
З 1997 по 2021 рік середньорічна генерація станції становила 1920 млн кВт-год із піковою виробіткою на рівні 3434 млн кВт-год у 2011-му.
ТЕС спорудили з розрахунку на використання природного газу, для подачі якого проклали трубопровід завдовжки 22 км. Можливо відзначити, що в районі Баїя-Бланка знаходиться ГПЗ Хенераль-Серрі, через який проходять три потужні газопроводи, крім того, з 2008-го у випадку нестачі ресурсу аргентинського походження можливе надходження палива через термінал для імпорту ЗПГ Баїя-Бланка.
Як резервне паливо використовують мазут, зберігання якого на станції організоване у двох резервуарах загальною ємністю 60 тис. м3.
Для видалення продуктів згоряння спорудили один димар заввишки 152 метра.
Реалізація проекту супроводжувалась корупційними сканадалами, а підсумкова вартість ТЕС виявилась на рівні у 3,2 млрд доларів США. В 2004-му станцію викупила за 25 млн доларів США група Albanesi, а за три роки вона перейшла до компанії Pampa Holding, що сплатила 85 млн доларів США.